# ماکینو تادایوکی
ماکینو تادایوکی (به ژاپنی: 牧野 忠恭 Makino Tadayuki); ۲۲ اکتبر ۱۸۲۴ – ۱ سپتامبر ۱۸۷۸) سیاستمدار در دوره ادو و روجو از دایمیوهای فودای اهل ژاپن بود.